# Diadochiet
Het mineraal diadochiet is een ijzer-sulfaat-fosfaat, zowel een sulfaat als een fosfaat in verbinding met ijzer met de molecuulformule Fe3+2[OH|SO4|PO4]·5-6H2O. Het is dus een gehydrateerd molecuul. De naam diadochiet komt van het Griekse διάδοχος, diadochos, dat opvolger betekent. Het is geelbruin, roodbruin of geelgroen en de kristalvorm lijkt soms op een bloemkool. Diadochiet, dat amorf is, en destineziet met een triklien kristalstelsel hebben veel overeenkomstige eigenschappen, ze zijn polymorf. Diadochiet heeft dus geen splijting. Destineziet is de vorm die zich tot kristal heeft ontwikkeld. Diadochiet is voor het eerst in 1831 in België gevonden. De typelocaties  liggen bij Richelle en Ansbach in Thüringen, dus in Duitsland.
- Diadochite Mineral Data